# Petriș
Petriș é uma comuna romena localizada no distrito de Arad, na região histórica da Transilvânia. A comuna possui uma área de 130.59 km² e sua população era de 1617 habitantes segundo o censo de 2007.